# Corazón (canción de Maluma)
«Corazón» es una canción de Maluma en colaboración con el artista brasileño Nego do Borel, perteneciente a su álbum "F.A.M.E.".
Lanzado el 3 de noviembre de 2017. «Corazón» alcanzó rápidamente los primeros lugares de la lista musical de Billboard y radios internacionales.

## Anuncio
El 30 de octubre de 2017, Maluma reveló a través de las redes sociales el nombre y la fecha de lanzamiento de "Corazón", que se iba a lanzar el 3 de noviembre de 2017. El mensaje contenía un corazón de neón con una grieta no iluminada en el centro, que en los días previos al lanzamiento del sencillo se iluminaría aún más hasta que finalmente mostrara un corazón de neón completamente iluminado y roto.

## Vídeo musical
El video oficial fue lanzando el 8 de diciembre de 2017 en el canal oficial de Maluma en YouTube.

## Posicionamiento en listas
| Lista (2017–2018)                        | Mejor posición |
| ---------------------------------------- | -------------- |
| Argentina (Monitor Latino)               | 1              |
| Bolivia (Monitor Latino)Remix con Maluma | 1              |
| Chile (Monitor Latino)                   | 2              |
| Colombia (National Report)               | 2              |
| Costa Rica (Monitor Latino)              | 5              |
| República Dominicana (Monitor Latino)    | 4              |
| Ecuador (Monitor Latino)                 | 1              |
| Ecuador (National-Report)                | 1              |
| El Salvador (Monitor Latino)             | 1              |
| Francia (SNEP)                           | 184            |
| Guatemala (Monitor Latino)               | 3              |
| Honduras (Monitor Latino)                | 4              |
| Italia (FIMI)                            | 70             |
| México (Monitor Latino)                  | 1              |
| México (Billboard)                       | 1              |
| Nicaragua (Monitor Latino)               | 3              |
| Panamá (Monitor Latino)                  | 7              |
| Paraguay (Monitor Latino)                | 2              |
| Perú (Monitor Latino)                    | 2              |
| España (PROMUSICAE)                      | 3              |
| Suecia (Sverigetopplistan)               | 14             |
| Suiza (Schweizer Hitparade)              | 50             |
| Uruguay (Monitor Latino)                 | 1              |
| Estados Unidos (Billboard Hot 100)       | 87             |
| Estados Unidos (Hot Latin Songs)         | 5              |
| Venezuela (National-Report)              | 39             |

## Certificaciones
| País           | Organismo certificador | Certificación            | Ventas certificadas | Ref.   |
| -------------- | ---------------------- | ------------------------ | ------------------- | ------ |
| España         | PROMUSICAE             | Platino                  | 40 000              | [ 29 ] |
| Estados Unidos | RIAA                   | Oro (Latin)              | 30 000              |        |
| México         | AMPROFON               | Diamante + Platino + Oro | 390 000             | [ 30 ] |